# Archaeolemur
Archaeolemur («стародавній лемур» від давньогрецької ἀρχαῖος (arkhaîos), «давній» + сучасна латинська lemur, «лемур») — вимерлий рід субвикопних лемурів, відомий з епохи голоцену на Мадагаскарі. Археолемур є одним із найпоширеніших і добре відомих вимерлих гігантських лемурів, оскільки сотні його кісток були виявлені в скам’янілих відкладеннях по всьому острову. Він був більшим, ніж будь-який сучасний лемур, з масою тіла приблизно 18,2–26,5 кг, і його зазвичай реконструюють як найбільш плодоїдного та наземного з викопних малагасійських приматів. У розмовній мові відомий як «мавпячий лемур», археолемура часто порівнюють з антропоїдами, зокрема церкопітеками, через різні морфологічні конвергенції. Насправді таксон навіть помилково ідентифікували як мавпу, коли вперше виявили останки. Після того, як люди прибули на Мадагаскар трохи більше 2000 років тому, багато представників мегафауни острова вимерли, включаючи гігантських лемурів. Радіовуглецеве датування вказує на те, що археолемур проіснував на Мадагаскарі принаймні до 1040-1290 рр. нашої ери, переживши більшість інших субкопалин лемурів.